# Linha da Chamusca
A Linha da Chamusca foi um troço ferroviário planeado, mas nunca construído, que tinha como fim melhorar as comunicações na zona do Ribatejo, em Portugal.

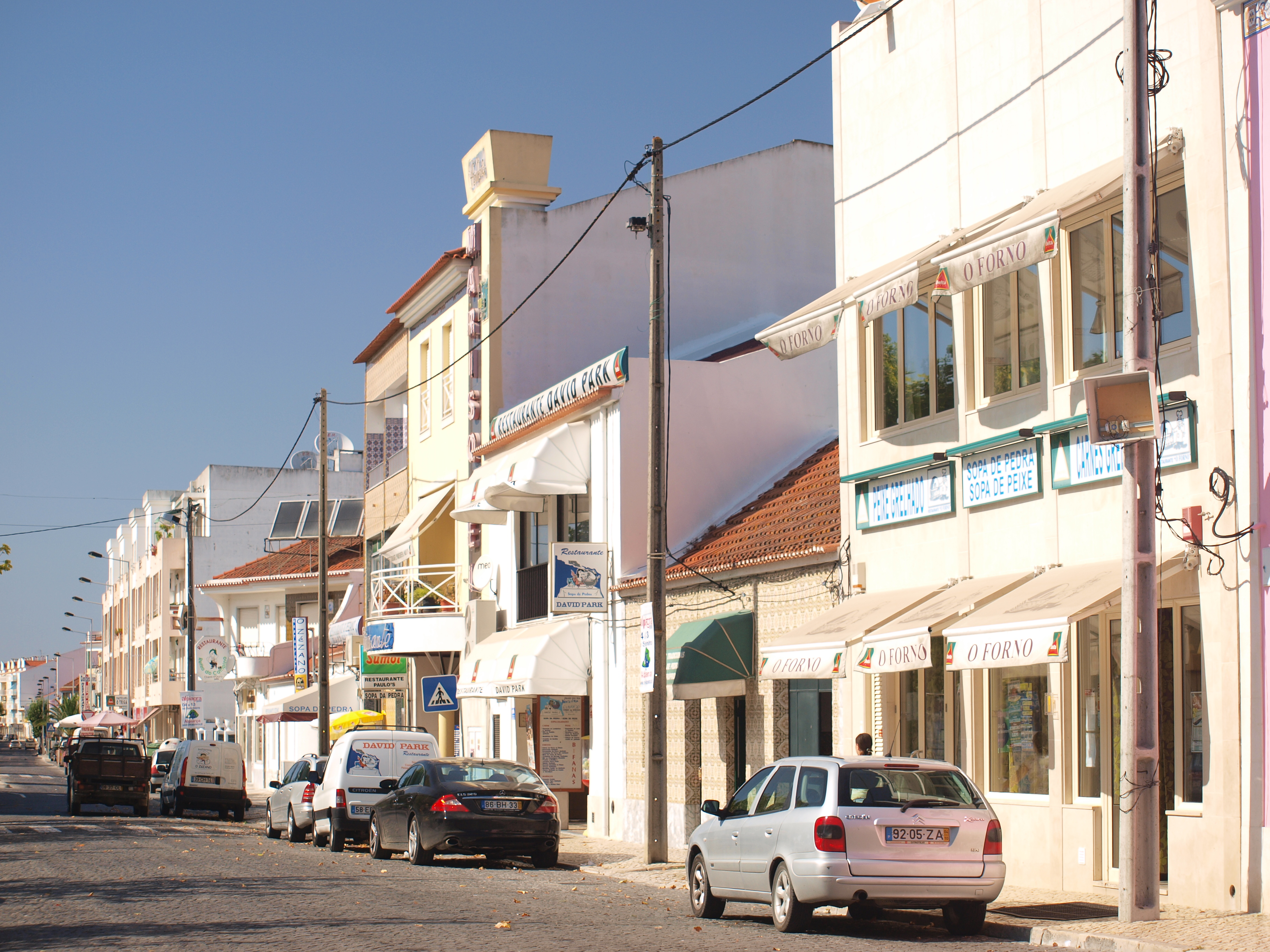
Cidade de Almeirim.

## História
Desde os finais do Século XIX que a Câmara Municipal da Chamusca tinha feito várias tentativas para a construção de um caminho de ferro que servisse a margem Sul do Tejo, passando por aquela localidade, e em 1889, já tinha sido planeado um ramal a partir de Vendas Novas até à margem do rio, de modo a servir aquela vila e o concelho, tendo este projecto sido defendido por João Joaquim Isidro dos Reis, em representação da autarquia. Isidro dos Reis conseguiu que a câmara de deputados aceitasse que o ramal a partir de Vendas Novas circulasse pelo Concelho. Em Maio de 1891, o empresário Bosset e o Barão de Kessler já tinham pedido autorização para construir um caminho de ferro do tipo americano com tracção a vapor, de Santarém a Chamusca, passando por Almeirim e Alpiarça.
Por volta de 1899, a câmara de deputados aceitou como suficiente um ramal de via estreita a partir de Couço ou Montargil, com término em Torres Novas ou no Entroncamento, contando-se que os terrenos fossem oferecidos pelos proprietários. Em 1905, um relatório do Ministério das Obras Públicas, com o Plano da Rede entre o Tejo e o Mondego, era favorável às ligações ao concelho da Chamusca, contendo um parecer do presidente da direcção do grémio agrícola Chamusquence, António Severino de Seixas.
Após a queda da Monarquia, o concelho de Chamusca apoiou uma iniciativa da comissão paroquial de Montargil, que propunha organizar uma representação conjunta para solicitar ao governo provisório que a linha até Mora fosse prolongada até ao Entroncamento ou Abrantes. A representação foi assinada no ano seguinte, em conjunto com Mora e Montargil, tendo sido requisitado que a linha passasse por Chamusca e outras populações do concelho. Posteriormente, quando surgiu o rumor que o Ministro do Fomento estava a pensar em reorganizar os planos para as ligações ferroviárias, especialmente a Linha de Entroncamento a Gouveia, a comissão administrativa do Município da Golegã decidiu consultar as câmaras desta região. Numa reunião no Entroncamento, foi elaborado um traçado, que fazia a linha sair de Muge, e passar por Benfica, Almeirim, Alpiarça, Vale de Cavalos, Ulme, Chamusca, Pinheiro Grande e Golegã. Em 1914, foi realizada uma nova reunião, tendo o projecto sido modificado, com uma variante, de forma a que a linha continuasse de Golegã até à Nazaré, prevendo-se que a ligação entre a estação e a vila da Chamusca fosse feita por eléctricos.